# Ходжик
Ходжик (азерб. Xocik) — село в одноимённом административно-территориальном округе Губадлинского района Азербайджана. Село расположено на берегу реки Акера.

## История
По данным «Свода статистических данных о населении Закавказского края, извлеченных из посемейных списков 1886 года», в сёлах Ходжик 1-й и Ходжик 2-й Ходжикского сельского округа Джебраильского уезда Елизаветпольской губернии было в общей сложности 87 дымов и проживало 316 азербайджанцев (в источнике — «татар») шиитского вероисповедания, из которых 49 являлись беками, а остальные  267 являлись владельческими крестьянами.
В ходе Первой карабахской войны, в 1993 году село было занято армянскими вооружёнными силами, и до ноября 2020 года находилось под контролем непризнанной НКР. Согласно административно-территориальному делению НКР, село находилось в Кашатагском районе и называлось Лчашен. 9 ноября 2020 года, в ходе вооружённого конфликта, президент Азербайджана объявил об освобождении села Ходжик вооружёнными силами Азербайджана.